# Börje Salming

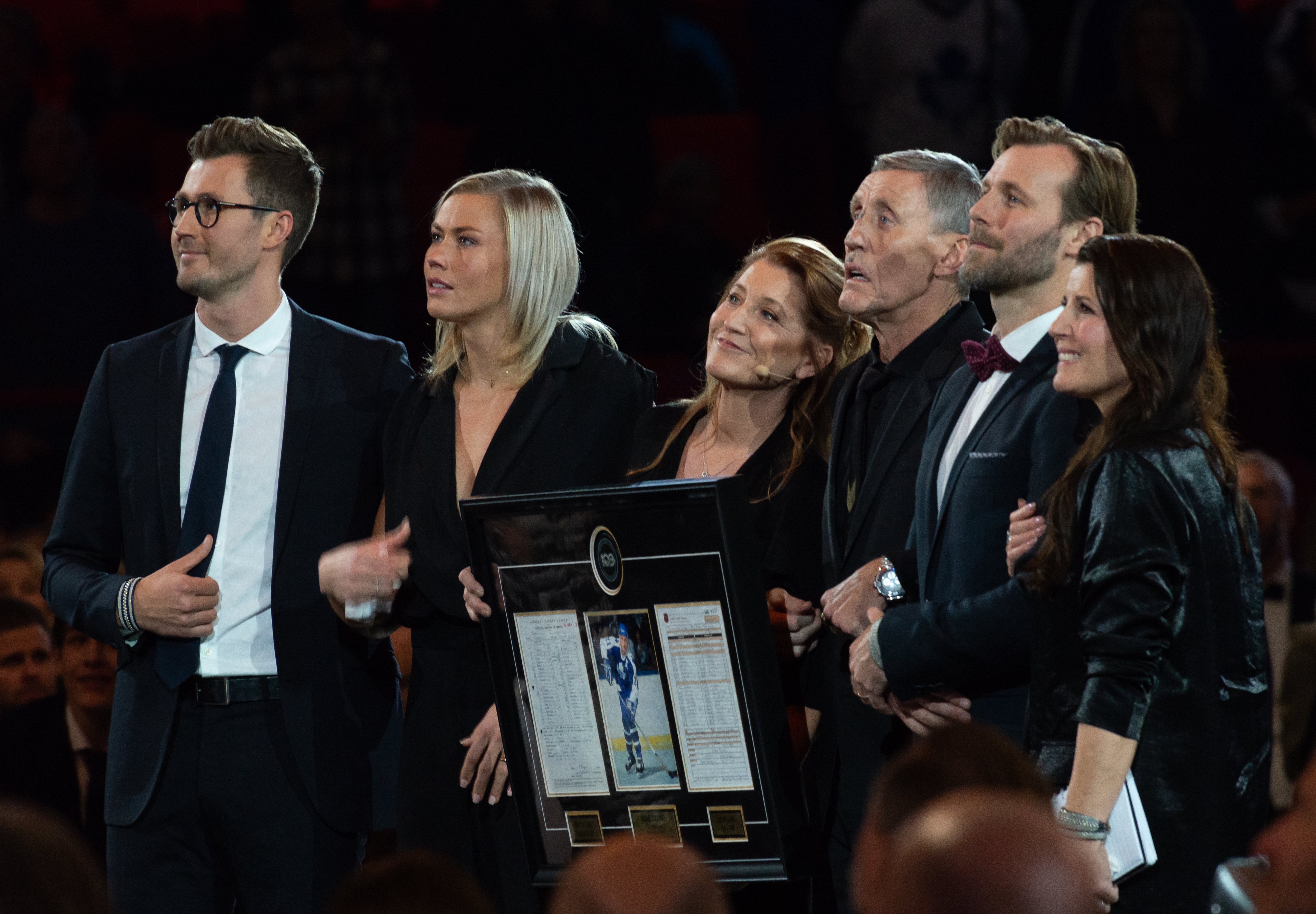
Börje Salming hyllas i Avicii arena vid Svenska ishockeyförbundets hundraårsjubileum den 17 november 2022.

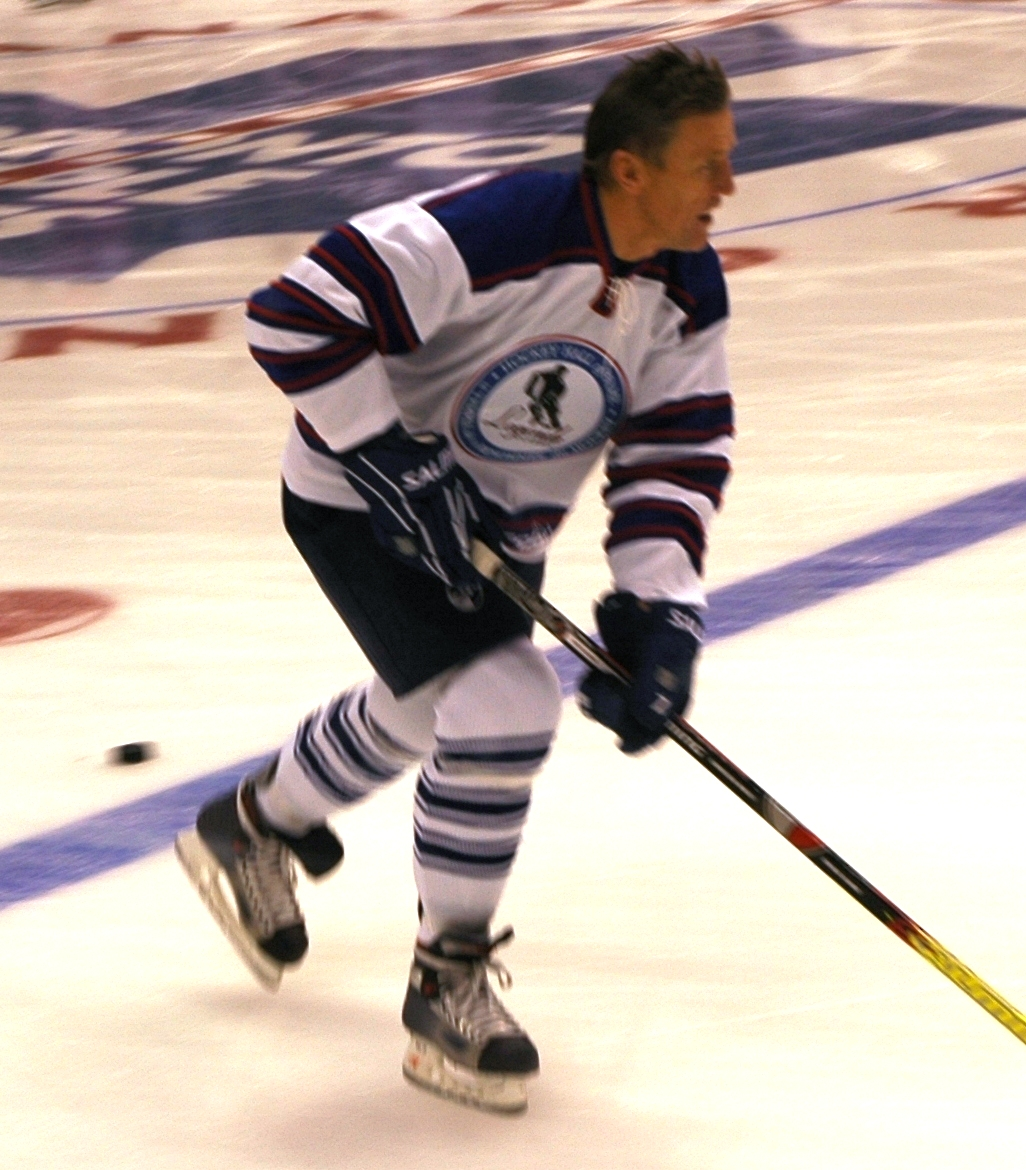
Salming under uppvisning med All-Star Legends 2008 i Toronto.

Anders Börje Salming, född 17 april 1951 i Jukkasjärvi församling i Kiruna, Norrbottens län, död 24 november 2022 i Nacka, Stockholms län, var en svensk professionell ishockeyspelare (back) som räknas som en av de främsta inom sporten genom tiderna. År 2008 valdes han in i IIHF:s Århundradets lag tillsammans med Vladislav Tretiak, Vjatjeslav Fetisov, Sergej Makarov, Valerij Charlamov och Wayne Gretzky.
Efter två SM-guld med Brynäs IF flyttade Salming 1973 som ett av de första svenska utlandsproffsen, efter Juha Widing och Thommie Bergman, till Kanada för spel i NHL med Toronto Maple Leafs. Där blev han känd som "BJ" och "The King". Efter 16 säsonger i klubben fick Salming ikonstatus.
Under åren 1971–1992 spelade Salming 87 landskamper i Tre Kronor, med spel i både Canada Cup och VM. Han är Stor grabb nummer 112 i svensk ishockey och invald i såväl Hockey Hall of Fame som Internationella Ishockeyförbundets Hall of Fame.
Börje Salming var yngre bror till Stig Salming och far till mångkamparen Bianca Salming.

## Biografi
Börje Salming föddes som andra barnet till Erland Salming (1921–1956) och Karin Salming, född Persson (1927–2022). Hans storebror, Stig Salming (född 1947, 4 år innan Börje), var också en känd hockeyspelare. Han växte upp i Kiruna och i byn [Salmi]. Fadern, som var gruvarbetare, omkom i en arbetsplatsolycka när Salming var fem år. Efternamnet kommer från hans farfar Anders Nikolaus Salming (1896–1971) som från början hade det samiska efternamnet Sarri. I samband med försvenskningen av finska och samiska namn antog han 1922 namnet Salming efter namnet på hembyn Salmi. Det samiska ursprunget betydde mycket för Salming, som först kallade sig för halvsame men senare same då han växte upp med vetskapen om sin farfars samiska ursprung, och han var upptagen i Sametingets röstlängd. I tv-programmet Vem tror du att du är som sändes under hösten 2022 på Kanal 5 fick Salming veta att även hans morfar var same. En faster till honom var gift med skidåkaren, OS-medaljören och læstadianpredikanten Erik August Larsson, "Kiruna-Lasse". 
Familjen var bosatt nära Matojärvi ishall där Börje Salming började åka skridskor som 6-åring, och sedan började i Kiruna AIF:s pojklag. Han spelade även handboll under uppväxten.
Åren 1974–1993 var Salming gift med Margitta Wendin som han fick två barn med, Anders och Therese. Han gifte senare om sig med Katarina Pettersson och de fick barnen Bianca och Rasmus. Paret skildes i mitten av 00-talet. Han var från 2016 och till sin död gift med Pia Lindahl (född 1967). Paret var bosatta i Nacka. Strax efter att de gift sig drabbades Salming av kärlkramp och behandlades med ballongvidgning för detta. Den 10 augusti 2022 berättade Salming att han drabbats av nervsjukdomen ALS och han avled 24 november samma år, 71 år gammal, i sviterna av sjukdomen. Salming begravdes i en privat ceremoni på Skogskyrkogården den 20 december 2022. Tre dagar tidigare avled modern Karin, 95 år gammal.

## Karriär
Salming spelade i Kiruna AIF i tre säsonger innan han 1970 värvades till Brynäs IF. Där spelade han med sin äldre bror Stig Salming och blev svensk mästare två år i rad. Han togs ut i landslaget 1972 och tog VM-brons samma år, och i VM 1973 blev det ett VM-silver. År 1973 värvades han av Toronto Maple Leafs till NHL, där han var en pionjär som en av de första europeiska spelarna som etablerade sig i Nordamerika.
Börje Salming spelade sammanlagt 17 år i NHL varav 16 år med Toronto Maple Leafs och ett år med Detroit Red Wings. I Toronto har han till dags dato klubbrekordet i flest assists totalt, med 620 målpassningar. Han var med i bland annat Canada Cup-turneringarnas premiär 1976. Under Canada Cup 1976 hyllades Salming stort på hemmaplan då han fick stående ovationer av den kanadensiska publiken under matchen mellan USA och Sverige. Salming blev också uttagen i All Star Team i denna turnering. Så här kommenterar Salming händelsen: "Jag glömmer aldrig matchen i Toronto. Fansen gav mig stående ovationer innan matchen börjat. Jag representerade mitt land och kanadensiska fans gav mig stående ovationer. Ibland har hockeyn inga nationsgränser." (Översatt från engelska)
Sedan han återvänt till Sverige spelade han under en period i AIK och bosatte sig i Vaxholm. Där startade han en affärsverksamhet, Salming sports. I dag har han verksamheter rörande både underkläder och alkoholdrycker. Han har även ishockeyprodukter som klubbor och handskar uppkallade efter sig. Börje Salming har också skrivit en självbiografi: Blod, svett och hockey – 17 år i NHL.
År 1998 samlade tidningen The Hockey News en kommitté av 50 hockeyexperter bestående av före detta NHL-spelare, journalister, TV-bolag, tränare och styrelsemedlemmar för att göra en lista över de 100 bästa spelarna i NHL:s historia. Experterna röstade fram Salming på plats nummer 75 som ensam svensk på listan.
Tio år senare utsågs Salming till en av de sex största ishockeyspelarna under de senaste hundra åren. I samband med detta hölls en bankett den 17 maj 2008 i Québec med anledning av Internationella ishockeyförbundets 100-årsjubileum.
Salming var sommarpratare i Sveriges radios program Sommar i P1 den 13 juli 2014.
Börje Salming gjorde sitt sista offentliga framträdande, bara en vecka före sin bortgång, på Tidernas hockeygala 17 november 2022 i Avicii arena där han prisades flera gånger. Hans ledord har alltid varit: Ha alltid kul och ge aldrig upp.

## Hedersbetygelser och utmärkelser

### Hockey Hall of Fame
I november 1996 blev Börje Salming den förste svenske (och europeiske) ishockeyspelare som valdes in i Hockey Hall of Fame.
| ”                                                 | Alla svenskar respekterar Börje och hyllar honom för vad han gjort. För oss - svenska hockeyspelare - så är han mannen som visade oss vägen, han är en banbrytare (Översatt från engelska) | „ |
| – Toronto Maple Leafs tidigare kapten Mats Sundin | |   |

År 1998 valdes Salming även in i Internationella Ishockeyförbundets Hall of Fame.

### Övriga utmärkelser
Den 4 oktober 2006 hyllades Salming vid Toronto Maple Leafs första match under säsongen 2006/2007  för sina insatser i klubben genom att hans tröja med nummer 21 hissades i taket på hemmaarenan Air Canada Centre. Många andra klubbar i NHL har pensionerat tröjnumret, något som Toronto Maple Leafs dock endast gör med nummer som burits av tongivande spelare som råkat ut för en karriärändande olycka under tiden i laget; därför bar till exempel Jamal Mayers säsongen 2009/2010 "Salmings" nummer 21 på ryggen. Sen 15 oktober 2016 har Börjes nummer 21 varit pensionerat i Toronto, en ändring som gjordes i samband med att klubben firade 100 år. Toronto har även hyllat Börje Salming på Legends Row, där han tillsammans med flera andra klubbikoner, bland andra Mats Sundin, står staty. Salming inledde sin karriär på Matojärvi idrottsplats, och den 3 december 2016 hissades nummer 21 till taket i den fullsatta ishallen.
Den 17 november 2022 fick Börje Salming stående ovationer i Avicii Arena när Svenska ishockeyförbundet firade hundra år med Tidernas hockeygala. Han fick en plats i Tidernas All Star-lag som en av två backar tillsammans med Nicklas Lidström. Dessutom tilldelades han NHL:s hederspris av NHL-kommissionären Bill Daly.
2023 instiftades Börje Salming Courage Award av NHL Alumni Association (NHLAA) till minne av Börje Salming.

## Statistik

### Klubbkarriär
| 1967–68 | Kiruna AIF          | Div. 2     | 8    | –   | –   | –   | –    | –  | –  | –  | –  | –  |
| 1968–69 | Kiruna AIF          | Div. 2     | 13   | –   | –   | –   | –    | –  | —  | —  | —  | —  |
| 1969–70 | Kiruna AIF          | Div. 2     | 16   | 5   | –   | 5   | –    | —  | —  | —  | —  | —  |
| 1970–71 | Brynäs IF           | Div. 1     | 27   | 2   | 8   | 10  | 24   | —  | —  | —  | —  | —  |
| 1971–72 | Brynäs IF           | Div. 1     | 28   | 1   | 5   | 6   | 40   | —  | —  | —  | —  | —  |
| 1972–73 | Brynäs IF           | Div. 1     | 26   | 5   | 4   | 9   | 34   | —  | —  | —  | —  | —  |
| 1973–74 | Toronto Maple Leafs | NHL        | 76   | 5   | 34  | 39  | 48   | 4  | 0  | 1  | 1  | 4  |
| 1974–75 | Toronto Maple Leafs | NHL        | 60   | 12  | 25  | 37  | 34   | 7  | 0  | 4  | 4  | 6  |
| 1975–76 | Toronto Maple Leafs | NHL        | 78   | 16  | 41  | 57  | 70   | 10 | 3  | 4  | 7  | 9  |
| 1976–77 | Toronto Maple Leafs | NHL        | 76   | 12  | 66  | 78  | 46   | 9  | 3  | 6  | 9  | 6  |
| 1977–78 | Toronto Maple Leafs | NHL        | 80   | 16  | 60  | 76  | 70   | 6  | 2  | 2  | 4  | 6  |
| 1978–79 | Toronto Maple Leafs | NHL        | 78   | 17  | 56  | 73  | 76   | 6  | 0  | 1  | 1  | 8  |
| 1979–80 | Toronto Maple Leafs | NHL        | 74   | 19  | 52  | 71  | 94   | 3  | 1  | 1  | 2  | 2  |
| 1980–81 | Toronto Maple Leafs | NHL        | 72   | 5   | 61  | 66  | 154  | 3  | 0  | 2  | 2  | 4  |
| 1981–82 | Toronto Maple Leafs | NHL        | 69   | 12  | 44  | 56  | 170  | —  | —  | —  | —  | —  |
| 1982–83 | Toronto Maple Leafs | NHL        | 69   | 7   | 38  | 45  | 104  | 4  | 1  | 4  | 5  | 10 |
| 1983–84 | Toronto Maple Leafs | NHL        | 68   | 5   | 38  | 43  | 192  | —  | —  | —  | —  | —  |
| 1984–85 | Toronto Maple Leafs | NHL        | 73   | 6   | 33  | 39  | 176  | —  | —  | —  | —  | —  |
| 1985–86 | Toronto Maple Leafs | NHL        | 41   | 7   | 15  | 22  | 48   | 10 | 1  | 6  | 7  | 14 |
| 1986–87 | Toronto Maple Leafs | NHL        | 56   | 4   | 16  | 20  | 42   | 13 | 0  | 3  | 3  | 14 |
| 1987–88 | Toronto Maple Leafs | NHL        | 66   | 2   | 24  | 26  | 82   | 6  | 1  | 3  | 4  | 8  |
| 1988–89 | Toronto Maple Leafs | NHL        | 63   | 3   | 17  | 20  | 86   | —  | —  | —  | —  | —  |
| 1989–90 | Detroit Red Wings   | NHL        | 49   | 2   | 17  | 19  | 52   | —  | —  | —  | —  | —  |
| 1990–91 | AIK                 | Elitserien | 36   | 4   | 8   | 12  | 46   | —  | —  | —  | —  | —  |
| 1991–92 | AIK                 | Elitserien | 38   | 6   | 14  | 20  | 100  | —  | —  | —  | —  | —  |
| 1992–93 | AIK                 | Elitserien | 6    | 1   | 0   | 1   | 10   | —  | —  | —  | —  | —  |
|         | NHL totalt          |            | 1148 | 150 | 637 | 787 | 1344 | 81 | 12 | 37 | 49 | 91 |

## Meriter

### NHL
- NHL First All-Star Team – 1976–77
- NHL Second All-Star Team – 1974–75, 1975–76, 1977–78, 1978–79, 1979–80

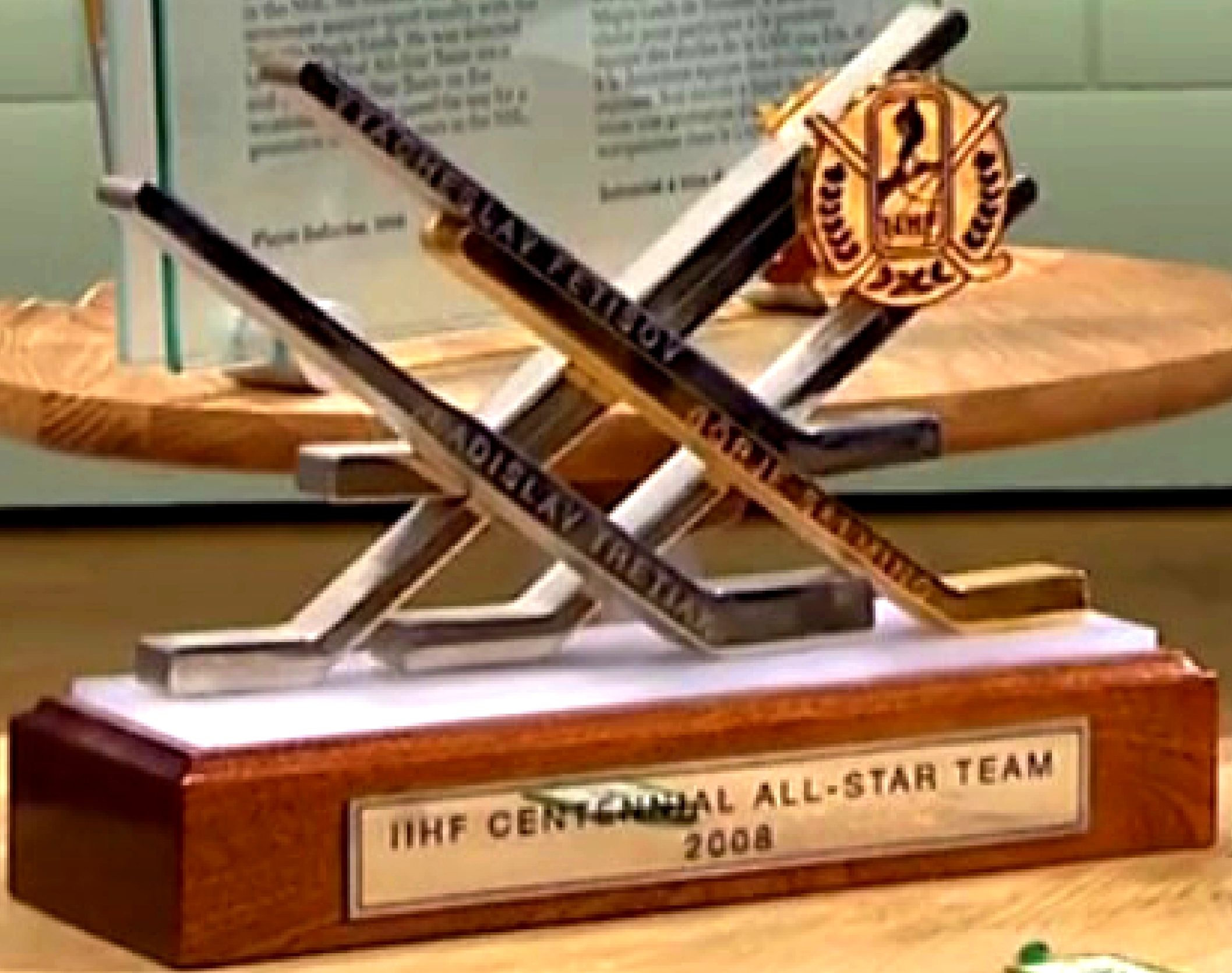
IIHF Centennial All-Star Team Trophy (Århundradets lag: Vladislav Tretjak, Börje Salming, Vjatjeslav Fetisov, Valerij Charlamov, Sergej Makarov och Wayne Gretzky.)

### Övriga i urval
- IIHF Århundradets lag – Tretjak, Salming, Fetisov, Charlamov, Makarov och Gretzky.
- OS 1992 – 5:a
- VM 1989 – 4:a
- Canada Cup 1981 – 5:a
- Canada Cup 1976 – 4:a
- Canada Cup 1991 – 4:a
- VM 1973 – Silver
- VM 1972 – Brons
- Viking Award – 1976, 1977, 1979
- SM-guld – 1971, 1972
- Stor grabb – nummer 112